# Reichskommissariat Niederlande

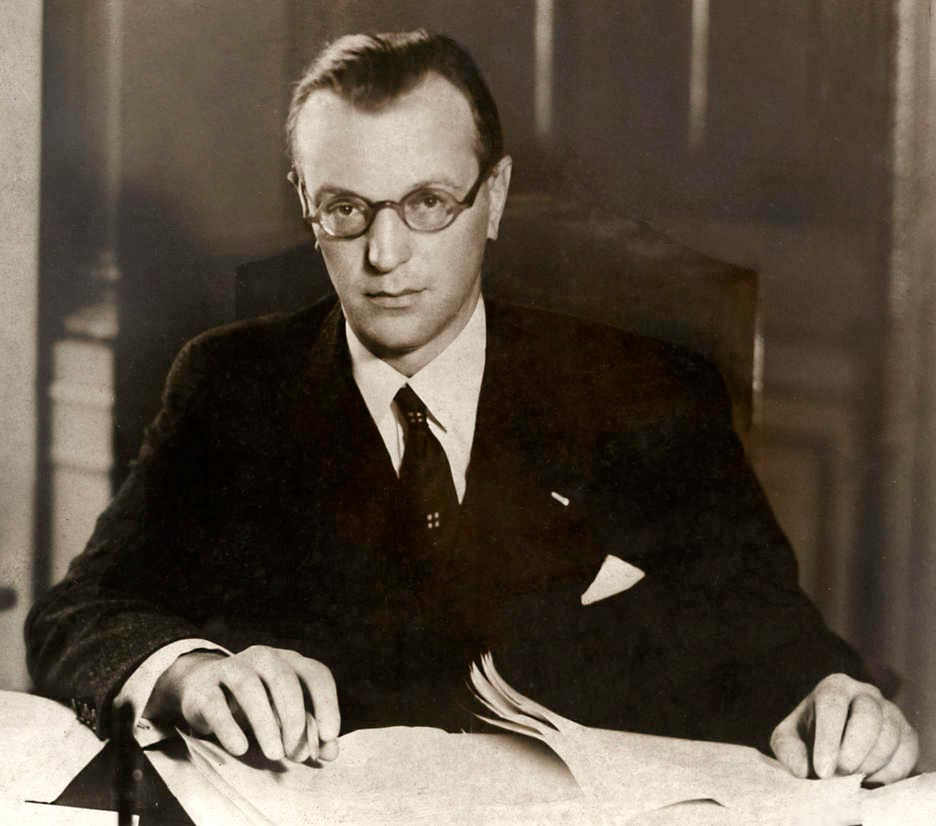
Reichskommissar Arthur Seyß-Inquart wurde 1946 als Kriegsverbrecher hingerichtet.

Das Reichskommissariat Niederlande (auch als Reichskommissariat für die besetzten niederländischen Gebiete bezeichnet) war eine Verwaltungseinheit der deutschen Zivilverwaltung der besetzen Niederlande während des Zweiten Weltkrieges. Es löste die deutsche Militärverwaltung ab, die nach der Kapitulation der Niederlande am 14. Mai 1940 bestand. Das Reichskommissariat für die besetzten niederländischen Gebiete bestand vom 29. Mai 1940 bis zum 9. Mai 1945, also bis kurz nach der Kapitulation aller deutschen Truppen in Nordwestdeutschland, den Niederlanden und Dänemark am 4./5. Mai (vgl. Bevrijdingsdag).

## Struktur
Die deutsche Verwaltung in den Niederlanden wurde von Reichskommissar Arthur Seyß-Inquart geleitet. Ihm unterstanden folgende vier Generalkommissare: 
- Hans Fischböck, Generalkommissar für Finanz und Wirtschaft;
- Hanns Albin Rauter, Generalkommissar für das Sicherheitswesen, der zugleich das Amt des Höheren SS- und Polizeiführers bekleidete;
- Fritz Schmidt, Generalkommissar zur besonderen Verwendung; beging am 26. Juni 1943 Selbstmord[1] und wurde von Wilhelm Ritterbusch abgelöst;
- Friedrich Wimmer, Generalkommissar für Verwaltung und Justiz.

In seiner Funktion als Höherer SS- und Polizeiführer war Rauter direkt Reichsführer-SS Heinrich Himmler unterstellt. Rauter wiederum unterstanden der Befehlshaber der Sicherheitspolizei und des SD (BdS) Wilhelm Harster, die von Willy Lages geleitete BdS-Außenstelle in Amsterdam und die Zentralstelle für jüdische Auswanderung unter der Leitung von Ferdinand aus der Fünten.
Seyß-Inquart bestellte für jede einzelne Provinz sowie für die Städte Amsterdam und Rotterdam einen Beauftragten.